# ミシマサイコ属
ミシマサイコ属（三島柴胡属、Bupleurum）あるいはホタルサイコ属はセリ科の属の一つ。

## 特徴
一年草、越年草または多年草。全体が無毛で茎は分枝する。葉は単葉で、葉脈は平行脈状になるものが多く、縁は全縁になる。花は複散形花序になり、花弁はふつう黄色で、緑色または紅紫色になるものがあるが、白色はない。
世界に185-195種知られている。日本では次の4種が知られているほか、帰化種、栽培種がある。

## 種

### 日本の種
- ミシマサイコ Bupleurum scorzonerifolium Willd.
  - イキノサイコ B. scorzonerifolium Willd. var. obvallatum Nakai
- ホタルサイコ B. longiradiatum Turcz. var. elatius (Koso-Pol.) Kitag.
  - エゾホタルサイコ B. longiradiatum Turcz. var. sachalinense (F.Schmidt) H.Boissieu
  - コガネサイコ B. longiradiatum Turcz. var. shikotanense (M.Hiroe) Ohwi
  - オオホタルサイコ B. longiradiatum Turcz. var. longiradiatum
- ハクサンサイコ B. nipponicum Koso-Pol.
  - シナノサイコ B. nipponicum Koso-Pol. f. stenolepis Kitag.
  - エゾサイコ B. nipponicum Koso-Pol. var. yesoense (Nakai ex H.Hara) H.Hara
- レブンサイコ B. ajanense (Regel) Krasnob. ex T.Yamaz.

### 帰化、園芸種
- ホソバノミシマサイコ B. angustissimum (Franch.) Kitag.
- タイゲキサイコ B. euphorbioides Nakai
- クルマバサイコ B. fontannesii Guss. ex Caruel
- ニセツキヌキサイコ B. lancifolium Hornem.
- ツキヌキサイコ B. rotundifolium L.

## ギャラリー
- ミシマサイコ
- ホタルサイコ
- ハクサンサイコ
- ツキヌキサイコ
- Bupleurum gibraltaicum 
 Museum specimen